# Three NATION
three NATION（スリー・ネイション）は、横浜市出身のヒップホップユニットである。2000年結成。2003年東芝EMIよりメジャーデビュー。マネージメント事務所ARTIMAGE所属。2009年よりthreeNATIONページARTIMAGE内Worksページに移動。

## メンバー
- JUN（Vocal）
- EIGO（MC）
- ZANE（MC）

## プロフィール
- 2000年
  - インターナショナル・スクールで知り合ったZANEとEIGOの2MC、そしてボストン留学中にVocalのJUNとEIGOが知り合ったことがきっかけとなり、横浜で結成される。
- 2001年
  - 夏頃よりプロデューサーのJEFF MIYAHARAとともに本格的に制作活動を開始。
- 2003年
  - 5月、「Hey Now (what U wanna do?)」を限定リリース。
  - 7月、東芝EMIより1stシングル「ナナコロビ」でメジャーデビュー。
  - 10月、2ndシングル「Honey B」をリリース。また、2004年7月までFM Yokohama "DANCING GROOVE!～HOT JAM～" にて初のレギュラーラジオ番組を担当。
- 2004年
  - 2月、The Whispersの「AND THE BEAT GOES ON」をサンプリングした3rdシングル「Don't STOP!（AND DA BEAT GOES ON）」をリリース。
  - 6月、杏里のデビュー曲として有名な「オリビアを聴きながら」をサンプリングした4thシングル「OLIVIA once again」と、1stアルバム『3N』をリリース。
  - 12月、5thシングル「who is it?」のリリース。
  - Heartsdalesと全国8ヵ所のクラブツアーを行う。
- 2005年
  - Heartsdalesのアルバム『Super Star』に収録の「Darlin' Darlin'」においてZANEとEIGOがそれぞれ初めてフィーチャリングとリミックスを行う。
  - 6月、6thシングル「PERFECT BLUE」をリリース。
  - 12月、古内東子の「誰より好きなのに」をサンプリングした7thシングル「too close～誰より好きなのに～」をリリース。
- 2006年
  - 3月、2ndアルバム『Dance Floor Lovers』をリリース。
  - ZANEがHeartsdalesのファイナルライブ“THE LEGEND”に参加。
- 2007年
  - 11月、ZANEが 株式会社INNOXVIA を設立し、SOUND DIRECTプロジェクト活動を開始。three NATIONでの活動も続けていく。
- 2008年
  - 3人のソロワークが目立つ年になる。
  - EIGOがブログ(SOULFOOD by EIGO - ウェイバックマシン（2009年1月19日アーカイブ分）)を開設

## SOUND DIRECT
ZANEのオフィシャルファンクラブである。
毎月新曲を2曲リリースしており、ファンクラブに加入すると過去の曲を含めて手に入れることができる。
基本的にZANEのソロが多いが、稀にJUNもフィーチャリングで参加することがある。
なお、ファンクラブに加入するには年会費を6,550円支払う必要があり、
曲を1曲単位やアルバム単位で購入することはできない。

## ディスコグラフィー

### シングル
- Hey Now (what U wanna do?)（2003年5月）インディーズ限定シングル
- ナナコロビ（2003年7月24日）
- Honey B（2003年10月1日）
- Don't STOP (AND DA BEAT GOES ON!)（2004年2月25日）
- OLIVIA once again（2004年6月16日）杏里の「オリビアを聴きながら」をサンプリング
- who is it?（2004年12月1日）
- PERFECT BLUE（2005年6月15日）
- too close～誰より好きなのに～（2005年12月7日）古内東子の「誰より好きなのに」をサンプリング

### アルバム
- 3N（2004年6月30日）
- Dance Floor Lovers（2006年3月15日）

### フィーチャリング
- Heartsdales『Super Star』（2005年3月2日）
  - M-7「Darlin' Darlin'」 feat. ZANE
- 小野瀬雅生ショウ『Sanctuary』（2006年5月17日）
  - M-4「Under the sea」 feat. ZANE
- 小野瀬雅生ショウ『Pavilion』（2006年11月29日）
  - M-4「GET THE WIN(viva!2000Hits Version)」 feat. ZANE
- CHIHIRO『Jewels』（2007年8月29日）
  - M-2「Miss U」 feat. ZANE
- Various Artists『ミリオンヒッツ・オブ・ハウス』（2008年3月26日）
  - M-7「PRIDE」 feat. JUN
  - M-8「真夏の夜の夢」 feat. JUN
  - M-10「TRUE LOVE」 feat. JUN
- Sweep『Connect』（2008年4月16日）
  - M-4「For you」 feat. ZANE
- Various Artists『Girls盆踊り』（2008年8月6日）
  - M-3「花笠音頭」 feat. JUN
- 森下雄一郎『一人ひとりの夢』（2008年12月10日）
  - M-1「Microphone Baller」 feat. HI-D & ZANE
  - M-3「Game Time」 feat. ZANE, EIGO & TERNIVAL SENSE
- MAY'S『Dreaming』（2009年1月14日）
  - M-3「The Source」 feat. Clench & Blistah, EIGO, ZANE, TWO-K (FAR EAST RHYMERS)

### リミックス
- Heartsdales『Heart Attack 2 ～The Remixes&Video Clips～』（2005年6月29日）
  - M-1「Darlin' Darlin' feat. ZANE (EIGO's REGGAETON REMIX)」
- Heartsdales『Heart Attack 3 ～The Remixes&Video Clips～』（2006年5月24日）
  - M-11「Love City (EIGO's "PLAY IT LOUD" REMIX)」
- LISA『ELIZABETH』（2006年10月25日）
  - M-2「TRIPOD BABY (CLASH the SOUND REMIX)」
- DOUBLE『Reflex Remix』（2007年9月12日）
  - M-8「Run Away Love feat. Lupe Fiasco (EIGO's "stereaudio" REMIX)」
- Various Artists『Girls盆踊り』（2008年8月6日）
  - M-7「ソーラン節」 feat. MIREI (EIGO's "stereaudio" REMIX)

（全てEIGOによる）

### 作詞・作曲・編曲
- Heartsdales『Ultra Foxy』（2006年2月22日）
  - M-9「So Safari」
- ユナイトバス『Get on the Bus』（2008年3月12日）
- Various Artists『ミリオンヒッツ・オブ・ハウス』（2008年3月26日）
  - M-8「真夏の夜の夢」 feat. JUN
- Sweep『Connect』（2008年4月16日）
  - M-4「For you」 feat. ZANE
- TERNIVAL SENSE『SHINING』（2008年7月16日）
- Clench & Blistah『真夏のMemory...』feat. Foxxi misQ（2008年8月6日）
- faith『I believe』（2008年10月1日）
- 森下雄一郎『一人ひとりの夢』（2008年12月10日）
- Diggy-MO' (SOUL'd OUT)『Diggyism』（2009年3月25日）
  - M-3「UNCHAIN」
  - M-10「NOSTALJANE」
- 白石乃梨『norizm』（2009年4月15日）
  - M-3「Technic」（編曲のみ）
- KAT-TUN『Break the Records -by you & for you-』（2009年4月29日）
  - M-2「SADISTIC LOVE」（編曲のみ）
- クレンチ&ブリスタ『Alone～君に伝えたくて～ with MAYO』（2009年7月8日）（編曲のみ）
- Bluck『Color of your smile』（2009年12月9日）
- Various Artists『Mellow Disney ～R&B Revisited～』（2009年12月9日）
  - M-8「Colors of the Wind」 / Sweep

（全てEIGOによる）

### コンピレーションアルバム
- 『EARTH BEAT 2』（2003年7月9日）
  - M-20「Hey Now(what U wanna do?)」
- 『Re:MUSIC!! -JAPANESE SAMPLING CLASSICS-』（2010年4月7日）
  - M-2「OLIVIA once again」

## タイアップ一覧
Don't STOP! (AND DA BEAT GOES ON)
テレビ東京系「流派-R」2004年度2月度オープニングテーマ
OLIVIA once again
テレビ東京系「流派-R」2004年6月度オープニングテーマ
フジテレビ系「う!ウマいんです」2004年7月～9月度エンディングテーマ
who is it?
テレビ東京系「流派-R」2004年12月度エンディングテーマ
PERFECT BLUE
テレビ東京系「流派-R」2005年6月度オープニングテーマ
too close～誰より好きなのに～
テレビ東京系「流派-R」2005年11月度キラーチューン
Sky high (未発表曲)
TBS系「MLB主義」オープニングテーマ
Miss U / CHIHIRO feat. ZANE
日本テレビ系「嗚呼!花の料理人」2007年7月～9月エンディングテーマ
曲名不明 / JUN
大正製薬「リポビタンファイン」CMソング
Pop Goes the Weasel / JUN (未発表曲)
日産「MOCO」CMソング